# NGC 963
NGC 963 is een onregelmatig sterrenstelsel in het sterrenbeeld Walvis. Het hemelobject werd in 1886 ontdekt door de Amerikaanse astronoom Francis Preserved Leavenworth.

## Synoniemen
- IC 1808
- PGC 9545
- MCG -1-7-17
- KUG 0228-044